# Fritz Fleiner

Fritz Fleiner

Fritz Fleiner (* 24. Februar 1867 in Aarau; † 26. Oktober 1937 in Ascona) war ein Schweizer Rechtswissenschaftler. Er gilt als einer der bedeutendsten Schweizer Staatsrechtler seiner Zeit und als «Vater» der modernen Verwaltungsrechtswissenschaft in der Schweiz.

## Leben und Werk
Fritz Fleiner war ein Sohn des Unternehmers Albert Fleiner (1826–1877). Dieser heiratete 1853 die Enkelin von Heinrich Zschokke, Adèle (1833–1860). Nach deren Tod heiratete er 1861 ihre Schwester Leontine (1834–1905).
Die Geschwister von Fritz Fleiner waren der spätere NZZ-Redaktor und Kunstkritiker Albert Fleiner (geb. 10. August 1859 in Aarau; gest. 17. Juni 1902 in Rom) und Hans Fleiner (geb. 1. Februar 1864 in Aarau; gest. 18. März 1922 ebenda) der die väterliche Firma übernahm. Seine Schwestern Fanny Engelmann-Fleiner (1855–1922) war die Schwiegermutter von Otto Voss und Martha Hunziker-Fleiner war die Frau von Hermann Hunziker.
Er studierte ab dem Sommersemester 1887 Rechtswissenschaften an der Universität Zürich. Nachdem er einige Semester an den Universitäten Leipzig und Berlin verbracht hatte, kehrte er nach Zürich zurück, wo er 1890 seine Abschlussprüfungen bestand. Im selben Jahr wurde er dort mit einer kirchenrechtlichen Arbeit zum Doktor beider Rechte (Dr. iur. utr.) promoviert. Nach einer kurzen Zeit als Advokat im Aargau habilitierte Fleiner sich in Zürich mit einer Arbeit über die tridentische Ehevorschrift. Damit erhielt er die Venia legendi für evangelisches und katholisches Kirchenrecht.

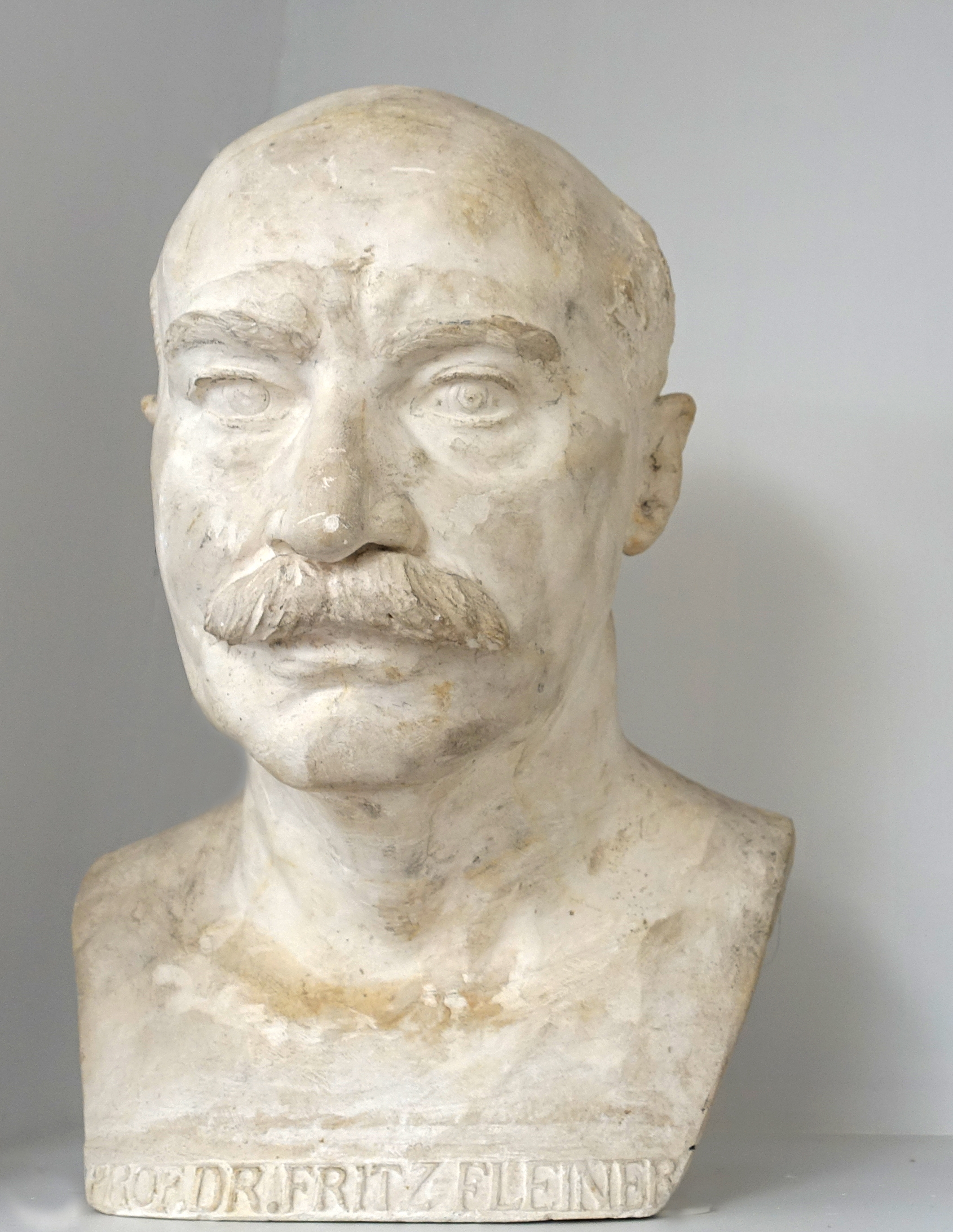
Büste geschaffen von August Suter

Nach einigen Semestern als Privatdozent wurde Fleiner in Zürich zum Wintersemester 1895/96 zum ausserordentlichen Professor für französisches Zivilrecht, Kirchenrecht und «eventuell» öffentliches Recht ernannt. In dieser Position verschaffte er sich erstes Ansehen, sodass er von der Universität Basel zum Wintersemester 1897/98 auf den ersten selbstständigen ordentlichen Lehrstuhl für Öffentliches Recht berufen wurde. 1901 wurde Fleiner Rektor der Universität Basel. 1906 wechselte er als Nachfolger des verstorbenen Ludwig von Jolly an die Universität Tübingen. Ab 1908 hatte Fleiner den Lehrstuhl des nach Berlin abgewanderten Gerhard Anschütz an der Universität Heidelberg inne. Fleiner war in Heidelberg ordentlicher Professor «für deutsche Staats- und Rechtsgeschichte, deutsches Reichs- und Landesstaatsrecht einschliesslich Verwaltungsrecht sowie Kirchenrecht». Fleiner lernte in Heidelberg den Bildhauer August Suter kennen und wurde zusammen mit seiner Frau Fanny Fleiner-Veith (1870–1957) zu dessen Förderer. Suter schuf die Grabplastik für Fleiner die auf dem Friedhof Rosengarten steht.
Nach der Kriegserklärung Deutschlands an Frankreich im August 1914 fühlte sich Fleiner, der zudem mit einer gebürtigen Westschweizerin verheiratet war, als Ausländer im Deutschen Reich zunehmend unwohl. Ausserdem betrachtete er als Schweizer die Verletzung der belgischen Neutralität nach dem Schlieffen-Plan als schwerwiegenden Bruch des Völkerrechts. Zur Erleichterung sowohl Fleiners als auch der Fakultät erging an ihn 1915 ein Ruf der Universität Zürich, den er zum Wintersemester 1915/16 annahm. Dort lehrte und forschte er als ordentlicher Professor für Staats-, Verwaltungs- und Kirchenrecht bis zu seiner Emeritierung 1936.
Fleiner übte grossen Einfluss auf die Verwaltungsrechtswissenschaft in Deutschland und insbesondere in der Schweiz aus. Sein erstes Werk zum Verwaltungsrecht von 1911 führte die Lehre Otto Mayers fort und sorgte für deren Verbreitung in der Schweiz. Fleiners Darstellung des Schweizer Bundesstaatsrechts war die erste systematische juristische Darstellung ihrer Art. Seine Werke und Vorträge spielten eine wesentliche Rolle für die Entwicklung der Demokratie in der Schweizer Verfassung.

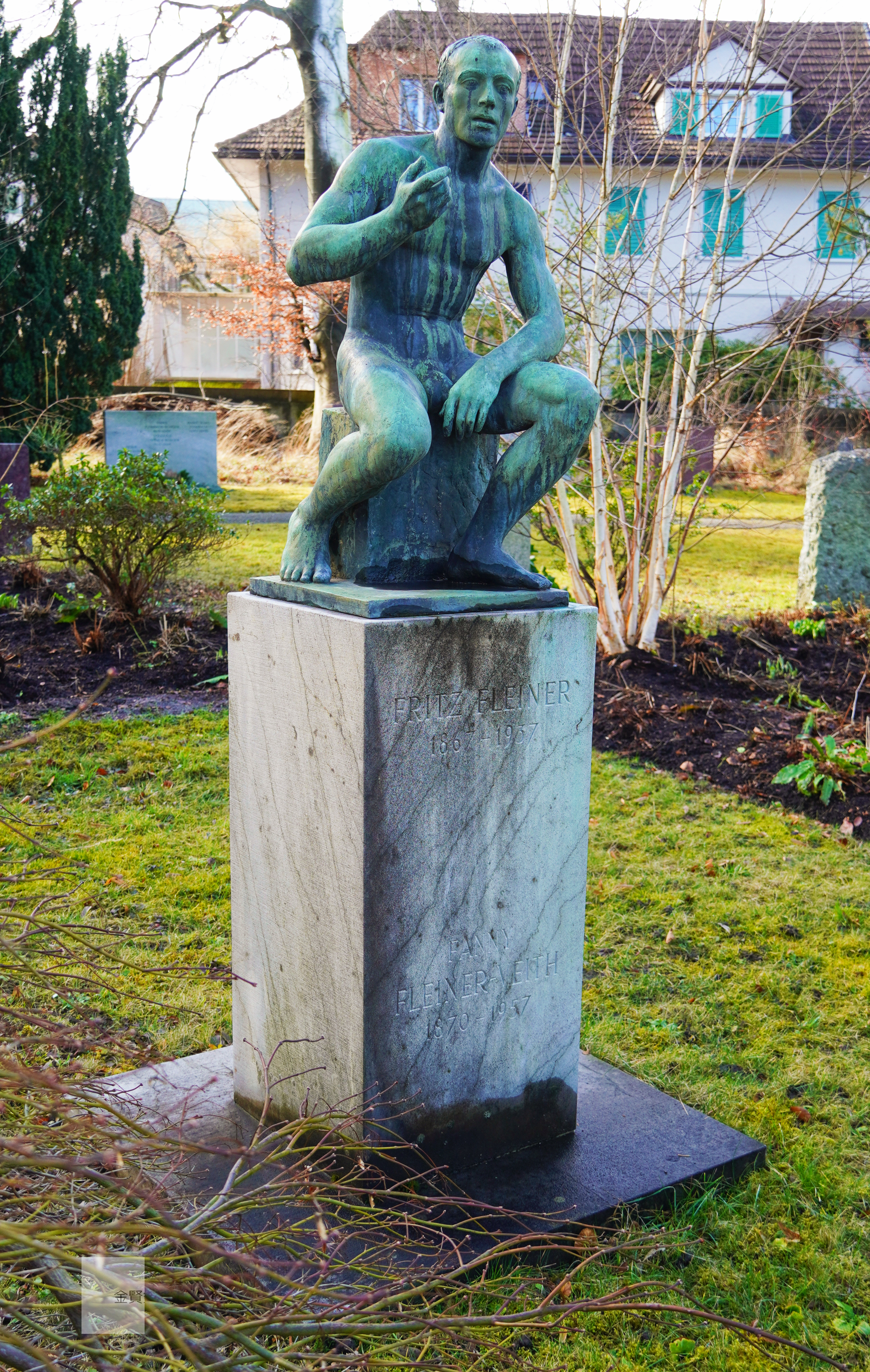
Grabplastik von August Suter auf dem Friedhof Rosengarten in Aarau.

## Schriften (Auswahl)
- Die rechtliche Stellung der katholischen Kirche zur obligatorischen Zivilehe des Kantons Aargau. Zürich 1890 (Dissertation)
- Staat und Bischofswahl im Bistum Basel. Geschichte der diplomatischen Unterhandlungen mit der Römischen Kurie im 19. Jahrhundert und Darstellung des geltenden Rechtes. Hassel, Leipzig 1897.
- Institutionen des deutschen Verwaltungsrechts. Mohr, Tübingen 1911 (8. Auflage, 1923).
- Die tridentinische Ehevorschrift des öffentlichen Rechts und Kirchenrechts. Zürich 1892 (Habilitationsschrift).
- Zentralismus und Föderalismus in der Schweiz. Rascher, Zürich 1918.
- Schweizerisches Bundesstaatsrecht. Mohr, Tübingen 1923.
- Ausgewählte Schriften und Reden. Polygraphischer Verlag, Zürich 1941.